# Астрагал Цингера
Астрага́л Ци́нгера (лат. Astragálus zíngeri) — вид полукустарничков из рода Астрагал (Astragalus) семейства Бобовые (Fabaceae).

## Название
Этот вид был описан в 1890 году российским ботаником Сергеем Ивановичем Коржинским (1861—1900) и назван в честь Василия Яковлевича Цингера (1836—1907), российского математика и ботаника, доктора математика и почётного доктора ботаника, автора знаменитого «Сборника сведений о флоре Средней России» (1885).

## Распространение и экология
Данный вид распространён главным образом в Поволжье. Встречается по степным склонам в Ульяновской, Самарской и Саратовской областях. Есть также сведения о распространении вида на северо-западе Казахстана, в Пензенской и Волгоградской областях.
Произрастает на мелах и известняках (в меловых сосняках, по каменистым, известняковым степным склонам, по склонам оврагов меловых обнажений), реже на песчаной почве.

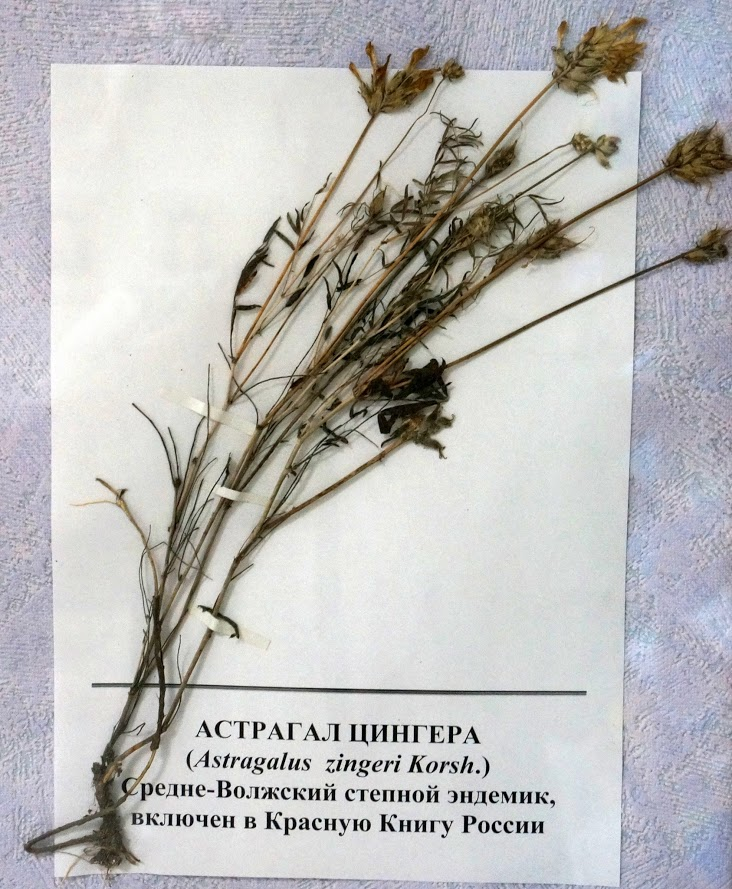
Астрагал Цингера. Гербарный образец в музее института экологии Волжского бассейна РАН

## Биологическое описание
Астрагал Цингера — полукустарничек высотой 30—55 см с подземным мощным стволиком, без надземных стволиков или с коротким, ветвистым стволиком длиной 5—10 (15) см, покрытым коричнево-бурой корой. Годичные стволики длиной 10—25 см, тонкие, густо и мелко-прижатопушистые, белые, прямостоячие, реже восходящие. Опушение состоит из двуконечных волосков.
Прилистники свободные, треугольно-яйцевидные или ланцетные, длиной около 2 мм, бело и прижато пушистые. Листья длиной 5—7 см, на очень коротких черешках; листочки 4—6-парные, линейно-ланцетные, островатые, реже продолговатые или линейные, иногда туповатые, очень редко овально-продолговатые, длиной 0,7—1,5 (2.5) см, шириной 1—4 (10) мм, с обеих сторон рассеянно-прижато-волосистые или сверху голые.
Цветоносы в полтора раза длиннее листьев, длиной 10—20 см, прижато-бело-волосистые. Кисти головатые, со сближенными цветками, длиной 2—5 см, продолговатые. Прицветники ланцетно-линейные, длиной около 2 мм, бело- и скудно мелко и чёрно-пушистые. Чашечка трубчатая, длиной 9—11 мм, густо, почти бело-войлочно-оттопыренно пушистая; зубцы линейно-шиловидные, в четыре раза короче трубки. Венчик светло-жёлтый или беловатый, иногда с бледно-фиолетовым флагом; флаг длиной 20—23 мм с продолговато-обратнояйцевидной, едва выемчатой пластинкой; крылья длиной 17—21 мм с овально-продолговатыми или продолговато-овальными, закругленно-тупыми пластинками; лодочка длиной 15—18 мм с полукруглой, туповатой пластинкой в полтора-двараза короче ноготка. Завязь сидячая.
Бобы сидячие, прямостоячие, линейно-продолговатые, длиной 15—20 мм, шириной около 3—4 мм, с боков сжатые, на брюшке округло-килеватые, на спинке едва желобчатые, оттопыренно и шелковисто бело- или бело- и слабо чёрно-пушисто-мохнатые, с коротким, косым, шиловидным носиком длиной 2—3 мм, двугнездные.
Цветёт в мае — июне. Плодоносит в июне — августе.

## Таксономия
Вид Астрагал Цингера входит в род Астрагал (Astragalus) трибы Galegeae подсемейства Мотыльковые (Faboideae) семейства Бобовые (Fabaceae) порядка Бобовоцветные (Fabales).
|  |                                      |  |                                                             |                                                             |                   |  | ещё 3 семейства (согласно Системе APG II) | ещё 3 семейства (согласно Системе APG II) |                          |  |  |  | ещё 27 триб          | ещё 27 триб        |  |  |  |  | ещё более 1600 видов | ещё более 1600 видов |
|  |                                      |  |                                                             |                                                             |                   |  | ещё 3 семейства (согласно Системе APG II) | ещё 3 семейства (согласно Системе APG II) |                          |  |  |  | ещё 27 триб          | ещё 27 триб        |  |  |  |  | ещё более 1600 видов | ещё более 1600 видов |
|  |                                      |  |                                                             | порядок Бобовоцветные                                       |                   |  |                                           |                                           | подсемейство Мотыльковые |  |  |  |                      | род Астрагал       |  |  |  |  |                      |                      |
|  |                                      |  |                                                             | порядок Бобовоцветные                                       |                   |  |                                           |                                           | подсемейство Мотыльковые |  |  |  |                      | род Астрагал       |  |  |  |  |                      |                      |
|  | отдел Цветковые, или Покрытосеменные |  |                                                             |                                                             | семейство Бобовые |  |                                           |                                           | триба Galegeae           |  |  |  | вид Астрагал Цингера |                    |  |  |  |  |                      |                      |
|  | отдел Цветковые, или Покрытосеменные |  |                                                             |                                                             |                   |  |                                           |                                           |                          |  |  |  |                      |                    |  |  |  |  |                      |                      |
|  |                                      |  | ещё 44 порядка цветковых растений (согласно Системе APG II) | ещё 44 порядка цветковых растений (согласно Системе APG II) |                   |  |                                           | ещё 2 подсемейства                        | ещё 2 подсемейства       |  |  |  | ещё около 22 родов   | ещё около 22 родов |  |  |  |  |                      |                      |
|  |                                      |  |                                                             | ещё 44 порядка цветковых растений (согласно Системе APG II) |                   |  |                                           |                                           | ещё 2 подсемейства       |  |  |  |                      | ещё около 22 родов |  |  |  |  |                      |                      |